# La canción de Salomón
La Canción de Salomón es una novela de 1977 de la autora estadounidense Toni Morrison. Sigue la vida de Macon "Milkman" Dead III, un hombre afroamericano que vive en Míchigan desde el nacimiento hasta la edad adulta.
Esta novela ganó el Premio del Círculo Nacional de Críticos de Libros, fue elegida para el popular club de lectura de Oprah Winfrey y fue citada por la Academia Sueca al otorgar a Morrison el Premio Nobel de Literatura en 1993.  En 1998, el Radcliffe Publishing Course la nombró la 25ª mejor novela en inglés del siglo XX.

## Trama
La Canción de Salomón cuenta la historia de Macon "Milkman" Dead, un joven alejado de sí mismo y de su familia, su comunidad y sus raíces históricas y culturales. Él está esclavizado mentalmente y muerto espiritualmente, pero con la ayuda de su excéntrica tía Pilate y su mejor amigo Guitar Bains, se embarca en un viaje físico y espiritual que le permite reconectarse con su pasado y darse cuenta de su autoestima.
La historia abarca más de 30 años. La narración consta de dos secciones distintas. La primera parte está ambientada en una ciudad sin nombre en Míchigan. Traza la vida de Milkman desde el nacimiento hasta los treinta y dos años y se centra en su vida espiritualmente vacía y sin rumbo cuando era un joven atrapado entre el estilo de vida materialista de su padre y los valores tradicionales de Pilate. Estos capítulos están intercalados con flashbacks de varios personajes sobre su pasado.
La segunda parte comienza con la llegada de Milkman a Danville, Pensilvania, donde su abuelo paterno había construido el casi mitológico Lincoln's Heaven, una próspera granja por la que fue asesinado. Motivado por las misteriosas historias que rodean a sus antepasados, Milkman remonta su ascendencia a la ciudad ficticia de Shalimar, Virginia, donde conoce a la "gente" de su padre y descubre el verdadero significado espiritual de su herencia.

## Ambientación
La novela se desarrolla principalmente en una ciudad ficticia de Míchigan, donde vive el protagonista; en Danville, Pennsylvania, donde el abuelo paterno de Milkman vivió y fue asesinado y donde Milkman se entera de la historia de su familia; y en Virginia, en un pequeño pueblo llamado Shalimar, de donde son sus antepasados. Los eventos tienen lugar principalmente entre las décadas de 1930 y 1963, pero también hay una referencia a la vida en el siglo XIX de los abuelos y bisabuelos de Milkman.

## Géneros
Como todas las demás obras de Toni Morrison, la novela es un ejemplo tanto de la literatura estadounidense como de la literatura afroamericana. Desafía la cuestión de la identidad afroamericana y las relaciones entre afroamericanos y entre individuos y comunidades blancas y negras. El principal conflicto de la novela es la búsqueda de Milkman de formas de independizarse de su familia, lograr la autorrealización y responder a las preguntas de quién es, cómo vive y por qué.

## Recepción
La novela, la tercera de Morrison, fue recibida con gran aclamación, y Morrison ganó el Premio del Círculo Nacional de Críticos de Libros de Ficción en 1978.
La novela se ha enfrentado a varios desafíos y prohibiciones en las escuelas de los Estados Unidos desde 1993. Tan recientemente como en 2010 la novela fue desafiada y luego reinstalada en una escuela preparatoria de Indianápolis.
Shortlist.com incluyó a La canción de Salomón como el libro favorito de Barack Obama en su lista: "40 libros favoritos de personajes famosos".
El personaje principal fue la inspiración del nombre de la banda The Dead Milkmen .